# Ландриндод Уелс
Ландрѝндод Уелс (на английски: Llandrindod Wells; на уелски: Llandrindod, произнася се по-близко до Хландрѝндод) е град в Централен Уелс, графство Поуис. Разположен е около река Идон на около 15 km на запад от границата с Англия и на около 80 km на север от столицата Кардиф. Главен административен център на графство Поуис. Има жп гара. Балнеологичен курорт. Населението му е 5024 жители според данни от преброяването през 2001 г.